# اولیا (روسیه)
اولیا (به روسی: Оля) یک منطقه سکونی کوچک در بخش لیمانسکی استان آستاراخان روسیه است. این منطقه در ساحل یکی از بزرگ‌ترین شاخه‌های رودخانه ولگا، بختمیر (به انگلیسی: Bakhtemir)، در نزدیکی دریای خزر و در حدود ۱۲۰ کیلومتری جنوب غربی آستراخان واقع شده است و به عنوان یکی از بنادر دریای خزر شناخته می‌شود.. اولیا در سال ۲۰۱۰ دارای ۱۳۷۲ مجموع مزارع و ۳۷۵۲ ساکن بود. گردش کالای این بندر تا سال ۲۰۰۶ تقریباً ۲٫۵ میلیون تن بوده است.

## تاریخچه
اولیا یکی از قدیمی‌ترین روستاهای ماهیگیری در استان آستاراخان است. کلمه اولیا که منشأ کالمیکی دارد به معنی تیشه کوچک است. (این نام اشاره به شکل جزیره ای که اولیا در ابتدا آن واقع شده بود دارد)

## شهرهای خواهرخوانده
- بندر انزلی، ایران[۴]